# Hülya Kandemir
Hülya Kandemir (* 1975 in der Oberpfalz) ist eine erfolgreiche deutsch-türkische Liedermacherin und Folkloresängerin und nutzt heute ihre Popularität, um für die kulturelle Völkerverständigung zu werben. Dies tut sie unter anderem als Autorin eines autobiografischen Werkes.

## Leben
Ab 1997 veröffentlichte die in Deutschland aufgewachsene Kandemir Alben als Popsängerin; vor allem in der deutsch-türkischen Gemeinschaft erreichte sie mit ihrer modernen Folkloremusik große Beliebtheit und spielte mit ihrer Musikgruppe in Hallen und Konzerthäusern.
Ihren „Weg vom Popstar zu Allah“ beschreibt Kandemir in ihrem 2005 erschienenen Buch Himmelstochter. Dieses in Deutschland vielbeachtete Werk soll eine „gerechtere“ Darstellung des in deutschen Medien häufig als „fanatisch-konservativ“ (Frankfurter Rundschau) beschriebenen Islam bieten: Neben ihrer eigenen Geschichte zeigt Kandemir dem Leser zum Beispiel Stellen aus dem Koran auf, die ihrer Meinung nach eindeutig gegen die häufig als primär muslimisches Problem diskutierte Zwangsehe sprechen. Auf der anderen Seite verbiete der Koran, so Kandemir, entgegen vielen Meinungen keineswegs die Scheidung von Ehepartnern oder die Empfängnisverhütung, was die Autorin ebenfalls am Korantext zu belegen weiß.